# حرية المعتقد في قطر
ينص الدستور، وكذلك بعض القوانين في قطر، على حرية تكوين الجمعيات والتجمعات العامة والعبادة وفقًا لمتطلبات النظام والأخلاق العامة. على الرغم من ذلك، يحظر القانون التبشير إلى دين ما من قبل غير المسلمين ويفرض بعض القيود على العبادة العامة. قطر دولة دينها الإسلام.

## الديموغرافيا الدينية
تبلغ مساحة الدولة 4,254 ميل مربع (11,020 كيلومتر مربع) ويبلغ عدد سكانها أكثر من 2.169 مليون نسمة، ربعهم من المواطنين القطريين. تمثل طائفة السنة أغلب السكان. يعمل غالبية الأجانب القادمين من دول جنوب وجنوب شرق آسيا والبلدان العربية بعقود عمل مؤقتة، ويرافقهم أفراد أسرتهم في بعض الحالات. معظم الأجانب الوافدين من المسلمين الشيعة أو السنة أو المسيحيين أو الهندوس أو البوذيين أو البهائيين. يعيش معظم العمال الأجانب وأسرهم بالقرب من مراكز التوظيف الرئيسية في الدوحة والخور والدخيرة ومسيعيد ودخان.
في حين أن الحكومة لا تنشر الأرقام الديموغرافية المتعلقة بالانتماء الديني، فإن بعض أرقام العضوية متاحة من مجموعات المجتمع المسيحي. وفقًا لذلك، يضم المجتمع المسيحي (80000) من الروم الكاثوليك، و(10000) من الأرثوذكس الشرقيين واليونانيين والأنجليكانين و(3000) من الأقباط وآخرون من البروتستانت. تعود معظم الجالية الهندوسية إلى الهند تقريبًا، في حين يشمل البوذيون دول جنوب وجنوب شرق وشرق آسيا. يأتي معظم البهائيين من إيران. وفقًا لقانون الجنسية، فالدين ليس معيارًا للحصول على جنسية. ومع ذلك، فإن جميع المواطنين القطريين هم إما من المسلمين الشيعة أو السنة، باستثناء مسيحي واحد على الأقل وملحد واحد، وعدد قليل من البهائيين، وعائلاتهم الذين مُنحوا الجنسية.
لا توجد مجموعات تبشيرية أجنبية تعمل في البلاد علنًا.

## وضع الحرية الدينية

### الإطار القانوني والسياسي
ينص الدستور، وكذلك بعض القوانين، على حرية تكوين الجمعيات والتجمع العام والعبادة وفقًا لمتطلبات النظام العام والأخلاق. ومع ذلك، يحظر القانون التبشير إلى دين ما من قبل غير المسلمين ويفرض بعض القيود على العبادة العامة. دين الدولة هو الإسلام. في حين أن معظم القطريين من السنة، فإن المسلمين الشيعة يمارسون عقيدتهم بحرية. لا يفرض قانون الجنسية أي قيود على الهوية الدينية.
ترتبط الحكومة والأسرة الحاكمة ارتباطًا وثيقًا بالإسلام. ولكم بإمكان غير المسلمين شغل المناصب الحكومية. تتحكم وزارة الشؤون الإسلامية ببناء المساجد والشؤون الدينية والتعليم الإسلامي للبالغين والمهتدين الجدد. يشارك الأمير في الصلوات العامة خلال فترات عطلة العيد ويموّل شخصيًا كل المواطنين والأجانب الذين يحجون ولا يستطيعون تحمل كلفة السفر إلى مكة.
يجب على الجماعات الدينية التسجيل لدى الحكومة للحصول على اعتراف قانوني. منحت الحكومة الوضع القانوني للكنائس المسيحية الكاثوليكية والأنجليكانية واليونانية وغيرها من الكنائس المسيحية الأرثوذكسية والقبطية والهندية الشرقية. يُحتفظ بسجل رسمي للجماعات الدينية المعتمدة. لكي يُعترف بهذه الجمعيات، يجب أن تضم كل جمعية 1500 عضوًا على الأقل في داخل أراضي البلد. على الرغم من أن التجمعات الإنجيلية غير معترف بها قانونيًا لافتقارها بشكل فردي إلى العضوية المطلوبة، إلا أن أعضائها يمارسون عقيدتهم بحرية تامة وتقدم لهم وزارة الداخلية الأمن المادي اللازم أثناء احتفالاتهم الدينية عند الضرورة.
يحاكم كل من المسلمين وغير المسلمين في ظل نظام المحاكم الموحد، والذي يتضمن قانون علماني والشريعة الإسلامية معًا. يمكن للمسلمين المحكوم عليهم بالسجن الحصول على عقوبة مخففة لبضعة أشهر عن طريق حفظ القرآن. قد يطلب المتقاضون في القضايا المدنية من محاكم الشريعة الإسلامية تولي سن الحكم. أُنشأت في عام 2005 لجنة في محاكم الشيعة، تقرر هذه اللجنة القضايا المتعلقة بالزواج والطلاق والميراث وغيرها من الأمور المحلية. يُطبق قانون الأسرة الجديد في المسائل المتعلقة بالقضايا الدينية، والذي لا يقتصر على فرع واحد من الإسلام.
يُعد التعليم الإسلامي إلزامي للمسلمين في المدارس التي تمولها الدولة. رغم عدم وجود قيود على قيام غير المسلمين بتوفير تعليم ديني خاص للأطفال، فإن معظم الأطفال الأجانب يدرسون في المدارس الخاصة العلمانية. يُسمح للأطفال المسلمين الذهاب إلى المدارس الخاصة العلمانية المختلطة.
تنظم الحكومة نشر واستيراد وتوزيع جميع الكتب والمواد الدينية. ومع ذلك، لا يُمنع الأفراد ولا المؤسسات الدينية عمليًا من استيراد الكتب المقدسة وغيرها من المواد الدينية للاستخدام الشخصي أو التجمعي الديني.
يُعدّ العيدان الإسلاميان، عيد الفطر وعيد الأضحى، أعيادًا وطنية في قطر.

### القيود على الحرية الدينية
ساهمت سياسة الحكومة وممارساتها بتعزيز الممارسة الحرة للدين بشكل عام، رغم وجود بعض القيود. 
يُعتبر التحول إلى دين آخر غير الإسلام ارتدادًا وجريمة عقوبتها الإعدام من حيث المبدأ؛ ومع ذلك، منذ أن حصلت البلاد على الاستقلال في عام 1971، لم يكن هناك أي حالات إعدام مسجلة أو عقوبة أخرى لمثل هذا الفعل.
تنظم الحكومة نشر واستيراد وتوزيع الأدبيات الدينية غير الإسلامية. يسمح للأفراد والمؤسسات الدينية باستيراد الأناجيل وغيرها من المواد الدينية للاستخدام الشخصي أو الجماعي. تعد الأدبيات المسيحية، باستثناء الكتاب المقدس، متاحةً بسهولة باللغة الإنجليزية في المكتبات المحلية. بالإضافة إلى ذلك، فإن المواد الدينية متاحة للاستخدام في عيد الميلاد وعيد الفصح بسهولة. رست سفينة تديرها مجموعة مسيحية في الدوحة لمدة أسبوع واحد لبيع الكتب، بما في ذلك كتب عن الديانة المسيحية.